# Pallanuoto ai campionati mondiali di nuoto 1975 - Torneo maschile
Il secondo campionato mondiale di pallanuoto si è disputato a Cali, Colombia, dal 19 al 26 luglio 1975, nell'ambito della seconda edizione dei Campionati Mondiali di Nuoto organizzati dalla FINA.
Le sedici partecipanti hanno disputato tre fasi a gironi, ereditando nella seconda i risultati degli scontri diretti della prima.
L'Unione Sovietica ha conquistato il suo primo titolo mondiale concludendo il girone finale davanti ai campioni uscenti dell'Ungheria e all'Italia.

## Squadre partecipanti
GRUPPO A
- Bulgaria
- Cuba
- Germania Ovest
- Jugoslavia

GRUPPO B
- Australia
- Colombia
- Romania
- Ungheria

GRUPPO C
- Iran
- Spagna
- Stati Uniti
- Unione Sovietica

GRUPPO D
- Canada
- Italia
- Messico
- Paesi Bassi

## Prima Fase

### Gruppo A
|    | Squadra        | Pt | G | V | P | S | GF | GS | Diff |
| -- | -------------- | -- | - | - | - | - | -- | -- | ---- |
| 1. | Germania Ovest | 4  | 3 | 2 | 0 | 1 | 13 | 8  | +5   |
| 2. | Cuba           | 4  | 3 | 2 | 0 | 1 | 17 | 14 | +3   |
| 3. | Jugoslavia     | 4  | 3 | 2 | 0 | 1 | 15 | 12 | +3   |
| 4. | Bulgaria       | 0  | 3 | 0 | 0 | 3 | 9  | 20 | –11  |

| Data     | Gara           | Gara  | Gara           |
| -------- | -------------- | ----- | -------------- |
| 19-07-75 | Jugoslavia     | 8 - 3 | Bulgaria       |
| 19-07-75 | Cuba           | 5 - 4 | Germania Ovest |
| 20-07-75 | Jugoslavia     | 7 - 4 | Cuba           |
| 20-07-75 | Germania Ovest | 4 - 3 | Bulgaria       |
| 21-07-75 | Jugoslavia     | 0 - 5 | Germania Ovest |
| 21-07-75 | Cuba           | 8 - 3 | Bulgaria       |

### Gruppo B
|    | Squadra   | Pt | G | V | P | S | GF | GS | Diff |
| -- | --------- | -- | - | - | - | - | -- | -- | ---- |
| 1. | Ungheria  | 6  | 3 | 3 | 0 | 0 | 28 | 15 | +13  |
| 2. | Romania   | 4  | 3 | 2 | 0 | 1 | 30 | 18 | +12  |
| 3. | Australia | 2  | 3 | 1 | 0 | 2 | 16 | 21 | –5   |
| 4. | Colombia  | 0  | 3 | 0 | 0 | 3 | 9  | 29 | –20  |

| Data     | Gara      | Gara   | Gara      |
| -------- | --------- | ------ | --------- |
| 19-07-75 | Ungheria  | 8 - 7  | Romania   |
| 19-07-75 | Australia | 6 - 1  | Colombia  |
| 20-07-75 | Ungheria  | 11 - 5 | Australia |
| 20-07-75 | Romania   | 14 - 5 | Colombia  |
| 21-07-75 | Ungheria  | 9 - 3  | Colombia  |
| 21-07-75 | Romania   | 9 - 5  | Australia |

### Gruppo C
|    | Squadra          | Pt | G | V | P | S | GF | GS | Diff |
| -- | ---------------- | -- | - | - | - | - | -- | -- | ---- |
| 1. | Unione Sovietica | 5  | 3 | 2 | 1 | 0 | 24 | 10 | +14  |
| 2. | Stati Uniti      | 4  | 3 | 1 | 2 | 0 | 22 | 9  | +13  |
| 3. | Spagna           | 3  | 3 | 1 | 1 | 1 | 20 | 13 | +7   |
| 4. | Iran             | 0  | 3 | 0 | 0 | 3 | 5  | 39 | –34  |

| Data     | Gara             | Gara   | Gara        |
| -------- | ---------------- | ------ | ----------- |
| 19-07-75 | Unione Sovietica | 4 - 4  | Stati Uniti |
| 19-07-75 | Spagna           | 12 - 2 | Iran        |
| 20-07-75 | Stati Uniti      | 4 - 4  | Spagna      |
| 20-07-75 | Unione Sovietica | 13 - 2 | Iran        |
| 21-07-75 | Unione Sovietica | 7 - 4  | Spagna      |
| 21-07-75 | Stati Uniti      | 14 - 1 | Iran        |

### Gruppo D
|    | Squadra     | Pt | G | V | P | S | GF | GS | Diff |
| -- | ----------- | -- | - | - | - | - | -- | -- | ---- |
| 1. | Italia      | 6  | 3 | 3 | 0 | 0 | 16 | 12 | +4   |
| 2. | Paesi Bassi | 4  | 3 | 2 | 0 | 1 | 17 | 10 | +7   |
| 3. | Messico     | 2  | 3 | 1 | 0 | 2 | 12 | 15 | –3   |
| 4. | Canada      | 0  | 3 | 0 | 0 | 3 | 12 | 20 | –8   |

| Data     | Gara        | Gara  | Gara        |
| -------- | ----------- | ----- | ----------- |
| 19-07-75 | Italia      | 6 - 5 | Messico     |
| 19-07-75 | Paesi Bassi | 9 - 4 | Canada      |
| 20-07-75 | Italia      | 6 - 4 | Canada      |
| 20-07-75 | Paesi Bassi | 5 - 2 | Messico     |
| 21-07-75 | Italia      | 4 - 3 | Paesi Bassi |
| 21-07-75 | Messico     | 5 - 4 | Canada      |

## Seconda Fase

### Gruppo E (1º-8º posto)
|    | Squadra        | Pt | G | V | P | S | GF | GS | Diff |
| -- | -------------- | -- | - | - | - | - | -- | -- | ---- |
| 1. | Ungheria       | 6  | 3 | 3 | 0 | 0 | 23 | 18 | +5   |
| 2. | Cuba           | 4  | 3 | 2 | 0 | 1 | 13 | 12 | +1   |
| 3. | Germania Ovest | 2  | 3 | 1 | 0 | 2 | 15 | 16 | –1   |
| 4. | Romania        | 0  | 3 | 0 | 0 | 3 | 11 | 16 | –5   |

| Data     | Gara           | Gara  | Gara           |
| -------- | -------------- | ----- | -------------- |
| 22-07-75 | Ungheria       | 8 - 6 | Cuba           |
| 23-07-75 | Ungheria       | 9 - 7 | Germania Ovest |
| 23-07-75 | Cuba           | 4 - 2 | Romania        |
| 24-07-75 | Germania Ovest | 4 - 2 | Romania        |

### Gruppo F (1º-8º posto)
|    | Squadra          | Pt | G | V | P | S | GF | GS | Diff |
| -- | ---------------- | -- | - | - | - | - | -- | -- | ---- |
| 1. | Unione Sovietica | 5  | 3 | 2 | 1 | 0 | 13 | 10 | +3   |
| 2. | Italia           | 4  | 3 | 2 | 0 | 1 | 18 | 12 | +6   |
| 3. | Stati Uniti      | 3  | 3 | 1 | 1 | 1 | 12 | 16 | –4   |
| 4. | Paesi Bassi      | 0  | 3 | 0 | 0 | 3 | 7  | 12 | –5   |

| Data     | Gara             | Gara   | Gara        |
| -------- | ---------------- | ------ | ----------- |
| 22-07-75 | Unione Sovietica | 3 - 2  | Italia      |
| 22-07-75 | Stati Uniti      | 4 - 2  | Paesi Bassi |
| 23-07-75 | Italia           | 10 - 4 | Stati Uniti |
| 23-07-75 | Unione Sovietica | 4 - 2  | Paesi Bassi |

### Gruppo G (9º-16º posto)
|    | Squadra    | Pt | G | V | P | S | GF | GS | Diff |
| -- | ---------- | -- | - | - | - | - | -- | -- | ---- |
| 1. | Australia  | 4  | 3 | 2 | 0 | 1 | 15 | 7  | +8   |
| 2. | Bulgaria   | 4  | 3 | 2 | 0 | 1 | 21 | 14 | +7   |
| 3. | Jugoslavia | 4  | 3 | 2 | 0 | 1 | 11 | 8  | +3   |
| 4. | Colombia   | 0  | 3 | 0 | 0 | 3 | 3  | 21 | –18  |

| Data     | Gara       | Gara   | Gara       |
| -------- | ---------- | ------ | ---------- |
| 22-07-75 | Bulgaria   | 6 - 4  | Australia  |
| 23-07-75 | Bulgaria   | 12 - 2 | Colombia   |
| 23-07-75 | Australia  | 5 - 0  | Jugoslavia |
| 24-07-75 | Jugoslavia | 3 - 0  | Colombia   |

### Gruppo H (9º-16º posto)
|    | Squadra | Pt | G | V | P | S | GF | GS | Diff |
| -- | ------- | -- | - | - | - | - | -- | -- | ---- |
| 1. | Spagna  | 6  | 3 | 3 | 0 | 0 | 28 | 12 | +16  |
| 2. | Messico | 4  | 3 | 2 | 0 | 1 | 17 | 14 | +3   |
| 3. | Canada  | 2  | 3 | 1 | 0 | 2 | 15 | 18 | –3   |
| 4. | Iran    | 0  | 3 | 0 | 0 | 3 | 9  | 26 | –17  |

| Data     | Gara    | Gara  | Gara    |
| -------- | ------- | ----- | ------- |
| 22-07-75 | Spagna  | 7 - 5 | Messico |
| 22-07-75 | Canada  | 6 - 4 | Iran    |
| 23-07-75 | Spagna  | 9 - 5 | Canada  |
| 23-07-75 | Messico | 7 - 3 | Iran    |

## Fase Finale

### Gruppo I (1º-4º posto)
|    | Squadra          | Pt | G | V | P | S | GF | GS | Diff |
| -- | ---------------- | -- | - | - | - | - | -- | -- | ---- |
| 1. | Unione Sovietica | 5  | 3 | 2 | 1 | 0 | 18 | 12 | +6   |
| 2. | Ungheria         | 4  | 3 | 2 | 0 | 1 | 17 | 14 | +3   |
| 3. | Italia           | 2  | 3 | 0 | 2 | 1 | 14 | 16 | –2   |
| 4. | Cuba             | 1  | 3 | 0 | 1 | 2 | 11 | 18 | –7   |

| Data     | Gara             | Gara  | Gara     |
| -------- | ---------------- | ----- | -------- |
| 25-07-75 | Ungheria         | 7 - 5 | Italia   |
| 25-07-75 | Unione Sovietica | 8 - 3 | Cuba     |
| 26-07-75 | Ungheria         | 6 - 4 | Cuba     |
| 26-07-75 | Unione Sovietica | 5 - 5 | Italia   |
| 27-07-75 | Unione Sovietica | 5 - 4 | Ungheria |
| 27-07-75 | Italia           | 4 - 4 | Cuba     |

### Gruppo J (5º-8º posto)
|    | Squadra        | Pt | G | V | P | S | GF | GS | Diff |
| -- | -------------- | -- | - | - | - | - | -- | -- | ---- |
| 5. | Romania        | 4  | 3 | 2 | 0 | 1 | 15 | 12 | +3   |
| 6. | Germania Ovest | 4  | 3 | 2 | 0 | 1 | 18 | 17 | +1   |
| 7. | Paesi Bassi    | 4  | 3 | 2 | 0 | 1 | 12 | 11 | +1   |
| 8. | Stati Uniti    | 0  | 3 | 0 | 0 | 3 | 14 | 19 | –5   |

| Data     | Gara           | Gara  | Gara           |
| -------- | -------------- | ----- | -------------- |
| 25-07-75 | Paesi Bassi    | 5 - 3 | Germania Ovest |
| 25-07-75 | Romania        | 6 - 3 | Stati Uniti    |
| 26-07-75 | Germania Ovest | 7 - 5 | Romania        |
| 26-07-75 | Paesi Bassi    | 5 - 4 | Stati Uniti    |
| 27-07-75 | Germania Ovest | 8 - 7 | Stati Uniti    |
| 27-07-75 | Romania        | 4 - 2 | Paesi Bassi    |

### Gruppo K (9º-12º posto)
|     | Squadra   | Pt | G | V | P | S | GF | GS | Diff |
| --- | --------- | -- | - | - | - | - | -- | -- | ---- |
| 9.  | Messico   | 5  | 3 | 2 | 1 | 0 | 15 | 10 | +5   |
| 10. | Spagna    | 4  | 3 | 1 | 2 | 0 | 18 | 15 | +3   |
| 11. | Australia | 2  | 3 | 1 | 0 | 2 | 12 | 12 | 0    |
| 12. | Bulgaria  | 1  | 3 | 0 | 1 | 2 | 9  | 19 | –10  |

| Data     | Gara      | Gara  | Gara      |
| -------- | --------- | ----- | --------- |
| 25-07-75 | Messico   | 4 - 1 | Australia |
| 25-07-75 | Spagna    | 5 - 5 | Bulgaria  |
| 26-07-75 | Messico   | 5 - 5 | Spagna    |
| 26-07-75 | Australia | 6 - 0 | Bulgaria  |
| 27-07-75 | Spagna    | 8 - 5 | Australia |
| 27-07-75 | Messico   | 6 - 4 | Bulgaria  |

### Gruppo L (13º-16º posto)
|     | Squadra    | Pt | G | V | P | S | GF | GS | Diff |
| --- | ---------- | -- | - | - | - | - | -- | -- | ---- |
| 13. | Jugoslavia | 6  | 3 | 3 | 0 | 0 | 27 | 12 | +15  |
| 14. | Canada     | 4  | 3 | 2 | 0 | 1 | 24 | 15 | +9   |
| 15. | Iran       | 2  | 3 | 1 | 0 | 2 | 11 | 24 | –13  |
| 16. | Colombia   | 0  | 3 | 0 | 0 | 3 | 10 | 21 | –11  |

| Data     | Gara       | Gara   | Gara     |
| -------- | ---------- | ------ | -------- |
| 25-07-75 | Jugoslavia | 13 - 2 | Iran     |
| 25-07-75 | Canada     | 10 - 3 | Colombia |
| 26-07-75 | Jugoslavia | 6 - 3  | Colombia |
| 26-07-75 | Canada     | 7 - 4  | Iran     |
| 27-07-75 | Jugoslavia | 8 - 7  | Canada   |
| 27-07-75 | Iran       | 5 - 4  | Colombia |

## Classifica Finale
| Pos.    | Squadra          |
| ------- | ---------------- |
| Oro     | Unione Sovietica |
| Argento | Ungheria         |
| Bronzo  | Italia           |
| 4       | Cuba             |
| 5       | Romania          |
| 6       | Germania Ovest   |
| 7       | Paesi Bassi      |
| 8       | Stati Uniti      |
| 9       | Messico          |
| 10      | Spagna           |
| 11      | Australia        |
| 12      | Bulgaria         |
| 13      | Jugoslavia       |
| 14      | Canada           |
| 15      | Iran             |
| 16      | Colombia         |